# Panathīnaïkos Athlītikos Omilos 2022-2023 (pallacanestro maschile)
Questa voce raccoglie le informazioni riguardanti il Panathīnaïkos B.C. nelle competizioni ufficiali della stagione 2022-2023.

## Stagione
La stagione 2022-2023 del Panathīnaïkos è la 72ª nel massimo campionato greco di pallacanestro, la Basket League.

## Roster
Aggiornato al 27 agosto 2022.
| Panathīnaïkos OPAP 2022-23 | Panathīnaïkos OPAP 2022-23 |
| Giocatori                  | Staff tecnico              |
| -------------------------- | -------------------------- |

| N. | Naz.                                        | Ruolo | Nome                    | Anno | Alt.   | Peso   |  |
| -- | ------------------------------------------- | ----- | ----------------------- | ---- | ------ | ------ |  |
| 0  | Grecia (bandiera)                           | GA    | Panagiōtīs Kalaitzakīs  | 1999 | 200 cm | 90 kg  |  |
| 3  | Stati Uniti (bandiera)                      | P     | Nate Wolters            | 1991 | 193 cm | 86 kg  |  |
| 5  | Stati Uniti (bandiera) · Camerun (bandiera) | P     | Paris Lee               | 1995 | 183 cm | 84 kg  |  |
| 6  | Grecia (bandiera)                           | C     | Giōrgos Papagiannīs (C) | 1997 | 220 cm | 125 kg |  |
| 7  | Grecia (bandiera)                           | PG    | Leuterīs Mpochōridīs    | 1994 | 196 cm | 91 kg  |  |
| 8  | Stati Uniti (bandiera)                      | AG    | Derrick Williams        | 1991 | 203 cm | 109 kg |  |
| 9  | Grecia (bandiera)                           | AC    | Dīmītrīs Agravanīs      | 1994 | 208 cm | 116 kg |  |
| 11 | Grecia (bandiera)                           | G     | Nikos Pappas            | 1990 | 195 cm | 100 kg |  |
| 12 | Stati Uniti (bandiera)                      | PG    | Andrew Andrews          | 1993 | 188 cm | 91 kg  |  |
| 16 | Grecia (bandiera)                           | AP    | Giōrgos Kalaitzakīs     | 1999 | 201 cm | 87 kg  |  |
| 17 | Stati Uniti (bandiera)                      | G     | Matt Thomas             | 1994 | 196 cm | 89 kg  |  |
| 20 | Grecia (bandiera)                           | C     | Alexandros Samodurov    | 2005 | 210 cm | 95 kg  |  |
| 21 | Grecia (bandiera)                           | P     | Neoklīs Avdalas         | 2006 | 196 cm |        |  |
| 24 | Stati Uniti (bandiera)                      | GA    | Dwayne Bacon            | 1995 | 201 cm | 100 kg |  |
| 33 | Grecia (bandiera)                           | AG    | Nikos Chougkaz          | 2000 | 208 cm | 100 kg |  |
| 37 | Polonia (bandiera)                          | AP    | Mateusz Ponitka         | 1993 | 196 cm | 92 kg  |  |
| 40 | Lituania (bandiera)                         | AP    | Marius Grigonis         | 1994 | 198 cm | 93 kg  |  |
| 72 | Grecia (bandiera)                           | A     | Leuterīs Mantzoukas     | 2003 | 207 cm | 100 kg |  |
| 77 | Lituania (bandiera)                         | C     | Artūras Gudaitis        | 1993 | 208 cm | 115 kg |  |

| Allenatore |
| - Dejan Radonjić (fino al 21 febbraio) - Chrīstos Serelīs (dal 21 febbraio)                                                                                                 |
| Assistente/i |
| - Goran Bošković (fino al 21 febbraio) - Thanasīs Giaples - Giōrgos Vovoras - Vasilīs Simtsak (dal 21 febbraio) Legenda - (C) Capitano - (IN) Inattivo - Infortunato Roster |

## Mercato

### Sessione estiva
| Acquisti | Acquisti               | Acquisti         | Acquisti   | Acquisti |
| R.       | Nome                   | da               | Modalità   |          |
| -------- | ---------------------- | ---------------- | ---------- | -------- |
| P        | Paris Lee              | Monaco           | svincolato |          |
| P        | Nate Wolters           | Free agent       | svincolato |          |
| PG       | Andrew Andrews         | Bursaspor        | svincolato |          |
| GA       | Panagiōtīs Kalaitzakīs | Lietkabelis      | svincolato |          |
| AP       | Marius Grigonis        | CSKA Mosca       | svincolato |          |
| AP       | Giōrgos Kalaitzakīs    | Oklahoma Thunder | svincolato |          |
| AP       | Mateusz Ponitka        | Pall. Reggiana   | svincolato |          |
| AG       | Derrick Williams       | Maccabi Tel Aviv | svincolato |          |
| C        | Artūras Gudaitis       | Napoli Basket    | svincolato |          |

| Cessioni | Cessioni           | Cessioni       | Cessioni       | Cessioni |
| R.       | Nome               | a              | Modalità       |          |
| -------- | ------------------ | -------------- | -------------- | -------- |
| P        | Stefan Jović       | Free agent     | fine contratto |          |
| P        | Peyton Siva        | Free agent     | fine contratto |          |
| G        | Daryl Macon        | UNICS Kazan'   | fine contratto |          |
| G        | Nemanja Nedović    | Stella Rossa   | rescissione    |          |
| AP       | Howard Sant-Roos   | Saragozza      | rescissione    |          |
| A        | Leōnidas Kaselakīs | Peristeri      | fine contratto |          |
| A        | Iōannīs Papapetrou | Partizan       | rescissione    |          |
| AG       | Jeremy Evans       | Free agent     | fine contratto |          |
| AG       | Okaro White        | Free agent     | fine contratto |          |
| C        | Vasilīs Kavvadas   | Aris Salonicco | fine contratto |          |

### Dopo l'inizio della stagione
| Acquisti | Acquisti           | Acquisti   | Acquisti        | Acquisti   |
| R.       | Nome               | da         | Data            | Modalità   |
| -------- | ------------------ | ---------- | --------------- | ---------- |
| GA       | Dwayne Bacon       | Free agent | 22 ottobre 2022 | svincolato |
| G        | Nikos Pappas       | Free agent | 3 dicembre 2022 | svincolato |
| G        | Matt Thomas        | Free agent | 30 gennaio 2023 | svincolato |
| AC       | Dīmītrīs Agravanīs | Peristeri  | 31 gennaio 2023 | svincolato |

| Cessioni | Cessioni       | Cessioni   | Cessioni        | Cessioni    |
| R.       | Nome           | a          | Data            | Modalità    |
| -------- | -------------- | ---------- | --------------- | ----------- |
| AG       | Nikos Chougkaz | Peristeri  | 2 febbraio 2023 | prestito    |
| PG       | Andrew Andrews | Bursaspor  | 15 marzo 2023   | rescissione |
| GA       | Dwayne Bacon   | Free agent | 28 aprile 2023  | rescissione |